# Diecezja Comayagua
Diecezja Comayagua – łac. Dioecesis Comayaguensis – diecezja Kościoła rzymskokatolickiego w Hondurasie. Należy do archidiecezji Tegucigalpa. Została erygowana 13 marca 1963.

## Ordynariusze
- Bernardino N. Mazzarella, O.F.M. (1963 – 1979)
- Geraldo Scarpone Caporale, O.F.M. (1979 – 2004)
- Roberto Camilleri Azzopardi, O.F.M. (2004 – 2023)

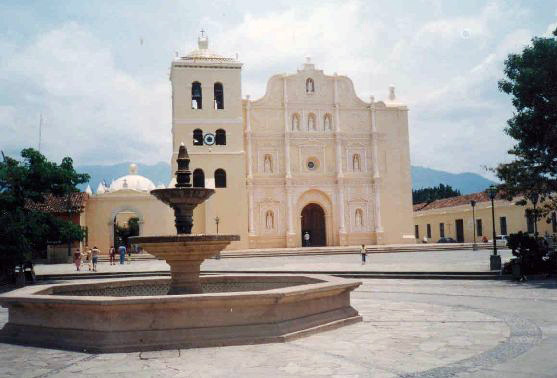
Katedra w Comayagua

- Ángel Falzón, O.F.M. (od 2024)